# Olympische Winterspiele 1988/Freestyle-Skiing
Bei den XV. Olympischen Winterspielen 1988 in Calgary fanden sechs Wettbewerbe im Freestyle-Skiing statt. Austragungsort war der Canada Olympic Park. Freestyle-Skiing hatte bei seiner olympischen Premiere den Status einer Demonstrationssportart. Gleichzeitig zählten die Wettbewerbe als 2. Freestyle-Skiing-Weltmeisterschaften. Die Kombination wurde nicht gewertet.

## Medaillenspiegel
| Platz | Land               | Gold | Silber | Bronze | Gesamt |
| ----- | ------------------ | ---- | ------ | ------ | ------ |
| 1     | BR Deutschland     | 2    | 1      | –      | 3      |
| 2     | Frankreich         | 1    | 2      | 1      | 4      |
| 3     | Vereinigte Staaten | 1    | 2      | –      | 3      |
| 4     | Kanada             | 1    | –      | 1      | 2      |
| 4     | Schweden           | 1    | –      | 1      | 2      |
| 6     | Norwegen           | –    | 1      | 1      | 2      |
| 7     | Schweiz            | –    | –      | 2      | 2      |

## Ergebnisse Männer

### Aerials
| Platz | Land | Sportler             | Punkte |
| ----- | ---- | -------------------- | ------ |
| 1     | CAN  | Jean-Marc Rozon      | 410,93 |
| 2     | FRA  | Didier Méda          | 380,77 |
| 3     | CAN  | Lloyd Langlois       | 377,97 |
| 4     | USA  | Kris Feddersen       | 376,24 |
| 5     | FRA  | Jean-Marc Bacquin    | 348,76 |
| 6     | SUI  | Andreas Schönbächler | 340,95 |
| 7     | NOR  | Tor Skeie            | 336,04 |
| 8     | AUT  | Thomas Überall       | 332,87 |

Datum: 23. Februar, 13:30 Uhr

### Ballett
| Platz | Land | Sportler           | Punkte |
| ----- | ---- | ------------------ | ------ |
| 1     | FRG  | Hermann Reitberger | 46,60  |
| 2     | USA  | Lane Spina         | 45,60  |
| 3     | NOR  | Rune Kristiansen   | 44,00  |
| 4     | CAN  | Richard Pierce     | 43,40  |
| 5     | FRG  | Georg Fürmeier     | 43,10  |
| 6     | USA  | Bruce Bolesky      | 42,60  |
| 7     | FRA  | Éric Laboureix     | 42,30  |
| 8     | ITA  | Roberto Franco     | 41,40  |

Datum: 25. Februar, 14:00 Uhr

### Moguls
| Platz | Land | Sportler           | Punkte |
| ----- | ---- | ------------------ | ------ |
| 1     | SWE  | Håkan Hansson      | 39,56  |
| 2     | NOR  | Hans Engelsen Eide | 39,37  |
| 3     | FRA  | Edgar Grospiron    | 37,71  |
| 4     | USA  | Pat Henry          | 35,59  |
| 5     | USA  | Steve Desovich     | 34,16  |
| 6     | SWE  | Lars Fahlén        | 34,64  |
| 7     | SUI  | Petsch Moser       | 33,04  |
| 8     | FRA  | Éric Laboureix     | 32,65  |

Datum: 22. Februar, 13:30 Uhr
Pistenlänge: 300 m

Gefälle: 27-30 %

## Frauen

### Aerials
| Platz | Land | Sportlerin        | Punkte |
| ----- | ---- | ----------------- | ------ |
| 1     | USA  | Melanie Palenik   | 268,83 |
| 2     | FRG  | Sonja Reichart    | 267,03 |
| 3     | SWE  | Carin Hernskog    | 245,98 |
| 4     | CAN  | Anna Fraser       | 242,58 |
| 5     | JPN  | Hiroko Fujii      | 227,34 |
| 6     | SUI  | Conny Kissling    | 207,11 |
| 7     | USA  | Maria Quintana    | 203,88 |
| 8     | FRA  | Catherine Lombard | 190,95 |

Datum: 21. Februar, 13:30 Uhr

### Ballett
| Platz | Land | Sportlerin      | Punkte |
| ----- | ---- | --------------- | ------ |
| 1     | FRA  | Christine Rossi | 45,80  |
| 2     | USA  | Jan Bucher      | 44,00  |
| 3     | SUI  | Conny Kissling  | 43,20  |
| 4     | CAN  | Lucie Barma     | 40,80  |
| 5     | NED  | Martien Nouwen  | 36,40  |
| 6     | USA  | Melanie Palenik | 34,10  |

Datum: 25. Februar, 14:00 Uhr

### Moguls
| Platz | Land | Sportlerin           | Punkte |
| ----- | ---- | -------------------- | ------ |
| 1     | FRG  | Tatjana Mittermayer  | 36,16  |
| 2     | FRA  | Raphaëlle Monod      | 34,91  |
| 3     | SUI  | Conny Kissling       | 34,07  |
| 4     | NOR  | Stine Lise Hattestad | 33,40  |
| 5     | CAN  | Leelee Morrisson     | 31,84  |
| 6     | USA  | Melanie Palenik      | 28,64  |

Datum: 22. Februar, 13:30 Uhr
Pistenlänge: 300 m

Gefälle: 27-30 %